# Hans Engnestangen
Hans Engnestangen (* 28. März 1908 in Brandbu; † 9. Mai 2003 in Jevnaker) war ein norwegischer Eisschnellläufer.
Engnestangen gehörte zum sogenannten „Hadeland-Trio“, das neben ihm aus den Eisschnellläufern Ivar Ballangrud und Michael Staksrud bestand und den Eisschnelllauf in den 1930er Jahren dominierte.
Er wurde 1933 in Trondheim Mehrkampfweltmeister. 1935 in Oslo gewann er die Bronzemedaille.
Engnestangen war besonders stark auf den kurzen Distanzen. Er lief Weltrekorde über 500 und 1500 Meter, die über dreizehn Jahre lang ungebrochen blieben.

## Persönliche Bestzeiten
| Strecke  | Zeit        | Datum            | Ort       |
| -------- | ----------- | ---------------- | --------- |
| 500 m    | 41,8 s¹     | 5. Februar 1938  | Davos     |
| 1500 m   | 2:13,8 min¹ | 28. März 1939    | Davos     |
| 5000 m   | 8:31,3 min  | 7. Februar 1934  | Gjøvik    |
| 10.000 m | 18:06,9 min | 19. Februar 1933 | Trondheim |

¹ = Weltrekord zur Zeit des Laufes